# Sibine hyperoche
Sibine hyperoche är en fjärilsart som beskrevs av Paul Dognin 1914. Sibine hyperoche ingår i släktet Sibine och familjen snigelspinnare. Inga underarter finns listade i Catalogue of Life.